# Hyundai HB20
Hyundai HB20 (HB означает «Hyundai Brasil»)— субкомпактный автомобиль, выпускающийся с 2012 года Hyundai. 

## Первое поколение (HB; 2012)
У него есть два варианта двигателей: 1,0-литровый и 1,6-литровый.  Более высокие версии оснащены 1,6-литровым двигателем Gamma мощностью 128 л.с. HB20 доступен как с автоматической , так и с механической коробкой передач для 1,6-литрового двигателя и только с механической коробкой передач для 1,0-литрового двигателя в этом поколении.
В 2013 году более 75% деталей HB20 производятся в Бразилии. 

### HB20S
Hyundai HB20S — это версия седан хэтчбека HB20. У него тот же двигатель и трансмиссия, что и у обычного HB20. Он
имеет ту же колесную базу, что и хэтчбек, но длиннее - 4,23 м и имеет больший багажник - 450 л по сравнению с 300 л у обычного HB20.

### HB20X
Hyundai HB20X — это версия мини-внедорожника , которая отличает его от стандартного HB20. Как и другие подобные модели, он доступен только с передним приводом . Он производится и продается только в Бразилии, чтобы конкурировать на растущем рынке мини-внедорожников.
Эта версия содержит шины смешанного назначения, слегка приподнятую подвеску и несколько визуальных обновлений. Он доступен только с 1,6-литровым двигателем Gamma . 

### Концепт-кар
Концепт Hyundai HB20 R-Spec был представлен на автосалоне в Сан-Паулу в 2014 году. 

### Безопасность
В марте 2013 года HB20 в своей самой базовой версии для Латинской Америки получил 3 звезды для взрослых пассажиров и 1 звезду для малышей от Latin NCAP. 
Обновленный HB20 в своей самой базовой версии для Латинской Америки получил 4 звезды для взрослых пассажиров и 3 звезды для малышей от Latin NCAP в ноябре 2013 года.  

## Второе поколение (BR2; 2019)
Второе поколение HB20 было выпущено 17 сентября 2019 года.  Оно также доступно в кроссоверном варианте под названием HB20X.  

### Рестайлинг 2022
Обновленный HB20 был выпущен в июле 2022 года в качестве модели 2023 года. 
27 сентября 2022 года HB20 прибыл на мексиканский рынок, заменив Accent местного производства . Доступный как в кузове седан, так и в кузове хэтчбек, HB20 доступен в трех комплектациях; GL (только седан), GL Mid и GLS. Он также доступен с автоматической или механической коробкой передач. 

### Безопасность
Самая базовая версия для Латинской Америки с двумя подушками безопасности и ESC получила 1 звезду для взрослых пассажиров и 3 звезды для малышей от Latin NCAP в 2019 году (на один уровень выше, чем в 2010–2015 годах). 

Самая базовая версия для Латинской Америки с двумя подушками безопасности, преднатяжителем водителя и отсутствием ESC получила 0 звезд от Latin NCAP в 2020 году по новому протоколу (на один уровень выше 2019 года, аналогично Euro NCAP 2014). 